# Seelsorge
Der Begriff Seelsorge ist eine im Deutschen geschichtlich gewachsene Bezeichnung, die sich aus den Wörtern Seele und Sorge zusammensetzt. Er bezeichnet die persönliche geistliche Begleitung und Unterstützung eines Menschen insbesondere in Lebenskrisen durch einen entsprechend ausgebildeten Seelsorger, meist einen Geistlichen der jeweiligen Konfession oder Religion. Methodisch kann die Seelsorge – je nach Konzept – unterschiedlich gestaltet sein; meist handelt es sich um Gespräche unter vier Augen. Der Seelsorger unterliegt dabei der Schweigepflicht oder seiner noch strengeren Variante, dem Beichtgeheimnis. Die wissenschaftliche Lehre von der Seelsorge wird als Poimenik bezeichnet und ist ein Teilgebiet des Fachbereichs Praktische Theologie an evangelisch-theologischen Fakultäten und der Pastoraltheologie an katholisch-theologischen Fakultäten.

## Christentum

### Biblische Begründung
Im Neuen Testament begegnen für die mit „Seelsorge“ umschriebene Interaktion Begriffe wie Paraklese (altgriechisch παράκλησις paráklēsis), was man im weitesten Sinne mit „Begleitung“, im engeren Sinne mit „Ermutigung“, „Zuspruch“, „Ermahnung“ und „Tröstung“ wiedergeben kann (Beispiele: Röm 12,8,EU , Phil 2,1 , 1 Tim 4,13 , 1 Thess 5,14,EU ). Weitere neutestamentliche Seelsorge-Vokabeln sind z. B. νουθετεῖν nuthetein (= ans Herz legen, ermahnen, Apg 20,31 , Kol 1,28 ) und καταρτίζειν katartízein (= in Ordnung bringen, zurechtmachen, wiederherstellen, 1 Kor 1,10 , 1 Thess 3,10 ) die in ihrem jeweiligen Kontext seelsorgliches Handeln leiten und begründen.
Auch der biblische Befund, dass Gott oder dass Jesus Christus sieht, erkennt, besucht und tröstet, kann zum Vorbild einer biblisch begründeten Seelsorge-Theorie genommen werden. Alle Christen können verschiedene seelsorgliche Charismata besitzen wie Ratgeben und Heilen (1 Kor 12,4–11 ), Trösten (2 Kor 1,4 ) und Lehren (Eph 4,11 ). Zur Seelsorge gehören das Ermahnen und Zurechtweisen (Tit 2,15 ), der praktische Einsatz für in Not geratene Menschen (Lk 10,30–35 ) und das Gewähren von Gastfreundschaft (Röm 12,13 ).

### Begriffsinhalt
Zur Definition von Seelsorge besteht ein gewisser Konsens dahingehend, dass es sich bei Seelsorge um eine verbale und durch andere Zeichen vermittelte Interaktion im kirchlichen wie individuellen Kontext handelt. Man kann Seelsorge bezeichnen als ein personal vermitteltes, thematisch strukturiertes, kontextuell eingebettetes Beziehungsgeschehen mit Transzendenzbezug.
Die verschiedenen Ansätze und Methoden der Seelsorge werden in der Poimenik (von griech. ποιμήν poimḗn „Hirte“) reflektiert. Diese Lehre von der Seelsorge ist Teilgebiet der Praktischen Theologie.
Seelsorgliches Handeln ist nicht zu verwechseln mit psychotherapeutischem Handeln. Die Arbeit mit pathologischen Dynamiken gehört nicht in den Kompetenzbereich eines Seelsorgers und wird daher bewusst ausgeklammert. Jedoch kommen in der Seelsorge auch psychotherapeutisch fundierte Methoden zur Anwendung. Insbesondere die durch Carl Rogers und die niederländische Seelsorgebewegung in Deutschland beeinflusste Pastoralpsychologie legt auf einen engen Austausch zwischen Seelsorge und Psychologie (hier meist Psychotherapie) Wert.
In der römisch-katholischen Kirche wird die Seelsorge auch als Pastoral (von lateinisch pastoralis Ableitung von lateinisch pastor ‚Hirte‘), den Aspekt des Hirtendienstes (im Sinne geistlicher Führung und Anleitung) der Seelsorger hervorhebt. Oberste Hirten der römisch-katholischen Kirche sind der Papst und die Bischöfe. Die Pastoral ist demnach mit der Ausübung römisch-katholischer Autorität verbunden. In den anderen christlichen Kirchen werden die pastoralen Ämter abweichend begründet und organisiert.
Bei der Bezeichnung Pastoral geht es auch um den personellen Ort der Seelsorge (kirchliche Strukturen mit Priestern, Diakonen und anderen Beauftragten, z. B. Pastoralreferenten). Seelsorge bezieht sich eher auf die Tätigkeit des Seelsorgers, die auch lehrende und liturgische Aspekte hat. Die bevorzugte Methode ist heute der Dialog mit den Menschen, das seelsorgerliche Gespräch. Auf wissenschaftlich-theologische Weise befasst sich damit die Pastoraltheologie.
Im Bereich der Evangelischen Theologie wird der Begriff einer – weiter gefassten – Praktischen Theologie bevorzugt.

### Seelsorger
Nach evangelischem, katholischem sowie orthodoxem Verständnis ist jeder Christ zur begleitenden Seelsorge im allgemeinen Sinne des Beistehens, Mittragens und des Sich-Einfühlens berufen und befähigt. Im Fokus christlicher Seelsorge steht nicht die Lösung eines aktuellen Problems, sondern sie versteht sich als ein Beziehungsgeschehen. Diese Interaktion wiederum geschieht nicht nur zwischen zwei oder mehreren Personen, sondern sie lebt aus der Annahme, dass Gott eine Beziehung zu jedem Menschen hat, unabhängig davon, ob dieser je seelsorglich begleitet wurde oder nicht. In dem Wissen um diese Gegebenheit will die Seelsorge Menschen die Möglichkeit bieten, im Kontakt zu einem oder mehreren Menschen aufrichtige Anteilnahme in negativen – wie auch positiven – Lebenssituationen zu erfahren. „Seelsorge entwickeln Menschen miteinander in einem interaktiv-kommunikativem Geschehen.“
Im speziellen Sinn gibt es jedoch auch amtlich bestellte Seelsorger, deren seelsorgliches Handeln über den rein begleitenden Aspekt hinausgehen und in eine beratende Seelsorge (Lebensberatung) münden kann. In diesem Fall geht es tatsächlich um einen nach methodischen Gesichtspunkten gestalteten Prozess, durch den die Eigenbemühungen des Ratsuchenden unterstützt und optimiert werden.

### Geschichtliche Entwicklung
In der alten Kirche ging es bei der Seelsorge primär um den Kampf des Christen gegen die Sünde, die sein endzeitliches Seelenheil gefährdet. Die Theologen Clemens von Alexandria, Origenes und Eusebius von Caesarea verstanden darunter hauptsächlich die Sorge des Menschen um seine eigene Seele. Zunehmend wurde die Aufgabe von Seelsorgern darin gesehen, dem einzelnen Christen bei diesem Bemühen zu helfen. Eine erste seelsorgliche Bewegung entstand unter den Wüstenvätern, die Christen oft aufsuchten und um Rat fragten; dies wurde allerdings noch nicht als Seelsorge bezeichnet. Ebenso waren die ersten klosterähnlichen Gemeinschaften solche Seelsorgezentren. In den Briefen von Basilius von Ancyra, Gregor von Nazianz und Johannes Chrysostomos finden sich zahlreiche Beispiele für seelsorglichen Rat; der Begriff „Seelsorge“ verschob sich hin zu einer Sorge für die Seelen anderer.
Am Übergang zum Mittelalter verfasste Gregor der Große das an den Papst gerichtete Liber regulae pastoris, eines der einflussreichsten Bücher über Seelsorge (cura), das je geschrieben wurde.
Im Mittelalter war die Seelsorge eng an die Praxis des Bußsakraments gebunden, das Schuldbekenntnis, Wiedergutmachung und Lossprechung durch den Priester umfasste. Gegen die oft veräußerlichte Routine wurde insbesondere aus dem Mönchstum angegangen, beispielsweise von Bernhard von Clairvaux. Es entwickelte sich der lateinische Begriff der cura animarum (‚Sorge für die Seelen‘) als amtsgemäße Aufgabe des Bischofs als für den einzelnen Christen zuständiger Seelsorger, die er aber an einen Priester delegiert, in der Regel an den zuständigen Pfarrer. In dieser Bedeutung wird cura animarum auch im heutigen Kirchenrecht der römisch-katholischen Kirche verwendet.
Bei den Reformatoren galt nicht mehr die Betonung der Sünde, sondern die Betonung der Vergebung Gottes und des Trostes, insbesondere bei Martin Luther und Heinrich Bullinger, in vielen Fällen ersetzte die Kirchenzucht allerdings bald die Seelsorge.
Der Pietismus lehnte jede formelle Seelsorge ab; erstmals wurde das seelsorgliche Gespräch ein Thema. Ziel der pietistischen Seelsorge war, die Früchte des Glaubens im persönlichen Leben, in Diakonie und Mission zu entfalten, während gleichzeitig in der Aufklärung der Sinn der Seelsorge in der Belehrung gesehen wurde, die die Gläubigen zur sittlichen Lebensführung befähigte.
Im 19. Jahrhundert begründete der evangelische Theologe Friedrich Schleiermacher die Praktische Theologie. Er betonte, die Seelsorge solle die Freiheit und Mündigkeit des einzelnen Gemeindeglieds stärken. Bereits 1777 wurde katholischerseits in Österreich unter Franz Stephan Rautenstrauch im Sinne der josephinischen Kirchenreform das Fach Pastoraltheologie ins Vorlesungsverzeichnis der Wiener Universität aufgenommen und in Muttersprache, nicht mehr in Latein unterrichtet. In Deutschland wurde es vor allem unter Johann Michael Sailer weiter entwickelt und verbreitet und gilt als Vorläufer der modernen Seelsorge.
In den USA entwickelte Anton Theophilus Boisen, einer der wichtigsten Repräsentanten der amerikanischen Seelsorgebewegung, in den 1920er-Jahren das Konzept des „Clinical Pastoral Training“, das Seelsorge, Psychologie und Pädagogik einschloss.
Eduard Thurneysen betonte den kerygmatischen Aspekt der Seelsorge als „Ausrichtung der Botschaft und damit um die Erweckung geistlichen Lebens…“
Mitte der 1960er-Jahre kam die Seelsorgebewegung über die Niederlande nach Deutschland und führte auch dort zur Entwicklung der Pastoralpsychologie. In der Theologie der Landeskirchen ist die pastoralpsychologisch orientierte Seelsorge bis heute Standard.
In den 1980er-Jahren entwickelte der katholische Priester und Universitätsdozent Eugen Drewermann an der Universität Paderborn seine tiefenpsychologische Auslegung der Bibel, insbesondere im dreibändigen Werk Psychoanalyse und Moraltheologie.

### Arten der Seelsorge
Kirchliche Seelsorge geschieht heute in unterschiedlichen Kontexten (Gemeinde, Krankenhausseelsorge, Notfallseelsorge, Gefängnisseelsorge, Psychiatrie, Telefonseelsorge, Flughafenseelsorge, Bahnhofseelsorge, Schule, Polizeiseelsorge, Künstlerseelsorge, Beratungsstellen, Alten- und Seniorenheimseelsorge, Behindertenarbeit, Hospiz und Sterbebegleitung, Trauerarbeit, Briefseelsorge, Internetseelsorge, SMS-Seelsorge, für spezielle Zielgruppen wie die Migrantenseelsorge und in Einkaufszentren wie in der Sihlcity-Kirche etc.). Insbesondere Kasualien haben durch das vorangehende persönliche Gespräch einen seelsorglichen Charakter: Beim Taufgespräch begleitet man junge Familien in einer neuen Lebensphase, im Vorgespräch zu Hochzeiten kommt es über die Klärung organisatorischer Fragen zu seelsorglichen Momenten, ganz besonders im Vorfeld von Aussegnungsgottesdiensten werden Fragen nach dem Fazit und dem Sinn eines Lebens wach.
Gemeinsam ist allen Handlungsfeldern der Anspruch, Menschen in Lebens- und Glaubensfragen zu begleiten. Dies geschieht im persönlichen Gespräch, je nach Situation aber auch durch Gebet, durch die Spendung der Sakramente, durch tröstende und aufmunternde Worte aus der Bibel, durch Segensgesten (zum Beispiel Handauflegung), aber auch durch soziale Unterstützung.
Auch das Internet bietet inzwischen die Möglichkeit, seelsorgliche Hilfe in Anspruch zu nehmen. Zahlreiche Kirchen und andere Einrichtungen bieten E-Mail-Kontakte an. Hier können Hilfesuchende mit einem festen Gesprächspartner ihre Anliegen besprechen.
Seelsorge ist immer wieder neu an den konkreten Menschen auszurichten. So geschieht in der Seelsorgepraxis seit dem Beginn der Christenheit auch ein kontinuierlicher Wandel. In früheren Zeiten waren die Menschen sehr stark an ihren Wohnort gebunden. Die territoriale Ausrichtung der Kirche hat dieser Gegebenheit entsprochen. In einer modernen Gesellschaft herrscht jedoch große Mobilität, so dass Menschen sich Angebote auswählen und sich nicht mehr selbstverständlich ihrer Gemeinde vor Ort verbunden fühlen. Die Lebenswelt der Menschen erweitert sich über ihren Wohnort hinaus. Mit diesen Herausforderungen beschäftigt sich seit Ende der 1990er Jahre ein neuer Ansatz, die Lebensraumorientierte Seelsorge. Dabei soll auf theologischer Grundlage und mit Hilfe der Soziologie ein Seelsorgeansatz entwickelt werden, der den Gegebenheiten der Seelsorge im 3. Jahrtausend gerecht werden kann.
Erlebnisorientierte Seelsorge verbindet Seelsorge mit Ansätzen aus der Erlebnispädagogik und Bewegungstherapie. Die Theologen und Pfarrer Ulrike und Christian Dittmar beschreiben das Erlebnis (in der Natur) als Raum, Ansatzpunkt und Metaphernträger für das seelsorgliche Gespräch. Gerade das gemeinsame Gehen wurde zur Grundsituation für Gespräche. Dabei spielen nicht allein die Themen des Gesprächs eine Rolle, sondern auch Bewegungsmuster, Atemrhythmus oder Geschwindigkeit und Verlangsamung. Entstanden sind erlebnisorientierte Ansätze zur Seelsorge aus der Klinikseelsorge und mit der Pilgerbewegung der letzten Jahre.

### Seelsorge in der römisch-katholischen Kirche
Umfassendes Ziel der Seelsorge ist es, Menschen in ihrer spezifischen Situation beizustehen:

„Freude und Hoffnung, Trauer und Angst der Menschen von heute, besonders der Armen und Bedrängten aller Art, sind auch Freude und Hoffnung, Trauer und Angst der Jünger Christi. Und es gibt nichts wahrhaft Menschliches, das nicht in ihren Herzen seinen Widerhall fände.“

Subjekte der Seelsorge sind nach katholisch-theologischem Verständnis alle Menschen. Priester und Diakone sind in der Regel in Pfarreien oder im Pastoralverbund als Seelsorger tätig. Hauptamtliche Seelsorger können auch Männer und Frauen als Pastoralreferenten oder Gemeindereferenten sein, außerdem übernehmen auch Ordensleute seelsorgliche Aufgaben in ihrem Wirkungskreis.
Von der gemeindlichen Seelsorge (Pfarrseelsorge, Territorialseelsorge) ist die Kategorialseelsorge zu unterscheiden, die z. B. in Krankenhäusern, Altenheimen, Schulen und Gefängnissen geleistet wird.
Im geltenden Kirchenrecht (CIC) sind die Bezeichnungen für die Seelsorge des zuständigen Bischofs in seinem Bistum und des Pfarrers in seiner Pfarrei cura pastoralis (cann. 383, 515ff) und cura animarum (cann. 150, 463, 757).

„Die Pfarrei ist eine bestimmte Gemeinschaft von Gläubigen, die in einer Teilkirche auf Dauer errichtet ist und deren Seelsorge (cura pastoralis) unter der Autorität des Diözesanbischofs einem Pfarrer als ihrem eigenen Hirten (pastor proprius) anvertraut wird.“

### Seelsorge im Kontext der evangelischen Landeskirchen
Viele landeskirchliche Seelsorger sind in eigenen landeskirchlichen Seelsorgeinstituten ausgebildet, von denen das „modernste“ von Winkelmann in der Theologischen Schule Bethel bei Bielefeld entwickelt wurde. Die Gründung eines Seelsorgeinstituts in der Kirchlichen Hochschule Bethel mit ausgesprochen moderner Grundlegung kam einer Wende in der theologischen Ausrichtung der Kirchlichen Hochschule Bethel gleich. Denn diese Hochschule hatte noch 1961 eine ausgesprochen pietistische Grundausrichtung entsprechend der Theologie ihres Gründers von Bodelschwingh.
Zunächst Dietrich Stollberg und dann sein Nachfolger Klaus Winkler, die beiden ersten langjährigen Leiter des Seelsorgeinstituts, haben diesem eine psychoanalytische Prägung gegeben, die dazu berechtigt, der psychoanalytischen Seelsorge einen breiteren Raum in der evangelischen Kirche einzuräumen.
Eine große Unterstützung findet diese Richtung psychotherapeutischer Seelsorge seit einigen Jahren durch Professoren der Praktischen Theologie, die an vielen Universitäten durch Lehrveranstaltungen Einführungen in psychotherapeutische Seelsorge geben.

### Seelsorge im evangelikalen Raum
In der evangelikalen Seelsorgepraxis wird versucht, sich an biblischen Lebensordnungen zu orientieren. Der historisch-kritische Standpunkt, wie er in der universitären deutschen Pfarrerausbildung vorherrschte, fand als Grundlage seelsorglichen Handelns wenig Beachtung und Anwendung. Kam es zunächst zu einer strikten Ablehnung der Psychologie in den evangelikalen Seelsorgeströmungen, so wurde seit den 1980er Jahren zunehmend auf psychotherapeutische Methoden zurückgegriffen. Strittig ist nach wie vor das Verhältnis und die Gewichtung von Seelsorge und Psychotherapie.
In der Biblisch-Therapeutischen Seelsorge (BTS) beispielsweise ergänzen oder durchdringen sich biblische und psychologische bzw. psychotherapeutische Ansätze. Theologisch fundiert wird eine psychotherapeutische Vorgehensweise zum Teil aufgrund der Annahme, dass psychologische bzw. psychotherapeutische Methoden der in der Bibel beschriebenen göttlichen Schöpfungsordnung bzw. Lebensordnung – etwa in Analogie zur alttestamentlichen Weisheitsliteratur – entsprechen und daraus abgeleitet werden können.
Seit den Sechzigerjahren des 20. Jahrhunderts und erneut seit dem Jahr 2002 tauchte vor allem durch den amerikanischen Psychologen Kelly O’Donnell der Begriff Member Care für die seelsorgerliche und ganzheitliche Begleitung von evangelikalen Missionaren und interkulturellen Mitarbeitern auf, um deren körperliche, seelische und geistliche Gesundheit, Resilienz und Effektivität zu fördern. O’Donnell hat 2002 und 2011 konzentrische Modelle vorgelegt, um die verschiedenen beteiligten Verantwortungsträger und Verantwortungsbereiche zu benennen und zu beschreiben. 1994 wurde das internationale Zentrum Le Rucher im französischen Cessy gegründet, die Menschen, die sich um Bedürftige kümmern, befähigen und erneuern will, diesen Dienst kompetent, effektiv und auf eine gesunde Art und ganzheitliche Weise zu tun. Auch im deutschsprachigen Raum haben sich die Akademie für Weltmission und weitere Organisationen des Themas Member Care angenommen, Schulungen durchgeführt und neue Angebote gemacht.

### Ökumenischer Fachverband für Seelsorge, Beratung und Supervision
Viele Seelsorger aus den evangelischen Landeskirchen wie auch Seelsorger der römisch-katholischen Kirche haben in der Deutschen Gesellschaft für Pastoralpsychologie e. V. (DGfP) ihren organisatorischen Rahmen gefunden. Die DGfP gliedert sich in 5 Sektionen:
1. Gruppen, Organisationen (GOS)
2. Klinische Seelsorgeausbildung (KSA)
3. Tiefenpsychologie (T)
4. Personenzentrierte Psychotherapie und Seelsorge (PPS)
5. Gestaltseelsorge und Psychodrama in der Pastoralarbeit (GPP)

### Systemischer Fachverband
Zusätzlich etabliert sich die systemisch integrative Seelsorge (SIS) in den Sparten
1. systemisch integrative Einzelseelsorge
2. systemisch integrative Paarseelsorge
3. systemisch integrative Familienseelsorge

## Seelsorge im Judentum und im Islam
Ende 2019 beschloss der Deutsche Bundestag die Einrichtung einer jüdischen Militärseelsorge in Zusammenarbeit mit dem Zentralrat der Juden in Deutschland.
Laut dem Soziologen und Religionspsychologen Cemil Şahinöz bilden soziales Engagement, Nachbarschaftspflege, Verwandtenpflege, Krankenbesuch und Altenpflege die Grundlage für ein islamisches Seelsorgekonzept. Diese Aspekte seien in der Geschichte und alltäglichen Praxis der muslimischen Gemeinschaft stark verankert. In Mitteleuropa entsteht wieder ein verstärkter Bedarf an ausgebildeten muslimischen Seelsorgern, da etwa in Krankenhäusern und Gefängnissen, in der Notfallseelsorge und auch in der Gemeindeseelsorge institutionalisierte und professionalisierte Kompetenz nachgefragt wird.
Im Sommer 2021 wurde am neu eröffneten Islamkolleg Deutschland mit dem Ausbildungsgang „Professionelle islamische Seelsorge“ begonnen. Im Rahmen der Deutschen Islamkonferenz hat sich der islamische Wohlfahrtsverband An-Nusrat e. V. gegründet, der seit 2021 Seelsorge in vielen Bereichen anbietet.